# Gary Vaynerchuk
Gary Vaynerchuk (del ruso: Гари (Геннадий) Вайнерчук) (de nacimiento Gennady Vaynerchuk 14 de noviembre de 1975) es un emprendedor serial ruso-estadounidense, elegido cuatro veces como el autor más vendido por The New York Times Magazine, orador y una personalidad de Internet reconocida en todo el mundo. Conocido inicialmente por ser un crítico importante de vino que hizo crecer el negocio de su familia de $3 millones a $60 millones, Vaynerchuk es más conocido por ser un pionero del marketing digital y de los medios sociales al frente de VaynerMedia y VaynerX con sede en Nueva York.
Vaynerchuk es inversor ángel o asesor de Uber, Birchbox, Snapchat, Facebook, Twitter y Tumblr, entre otros. Es orador principal habitual en conferencias mundiales sobre iniciativa empresarial y tecnología.

## Primeros años
Vaynerchuk nació en la Unión Soviética y emigró a los Estados Unidos en 1975, después de que la Unión Soviética firmara los acuerdos SALT I, que les permitían a los judíos soviéticos abandonar el país a cambio de trigo estadounidense. Gary y ocho miembros de su familia vivieron en un departamento monoambiente en Queens, Nueva York. Después de vivir en Queens, Vaynerchuk y su familia se mudaron a Edison, Nueva Jersey, donde Vaynerchuk administró una franquicia de un puesto de limonada y recaudó miles de dólares durante los fines de semana canjeando figuritas de béisbol. A los 14 años, se incorporó al negocio familiar de la venta de vinos. Vaynerchuk se graduó de la universidad Mount Ida College en Newton, Massachusetts, en 1998.

## Carrera

### Wine Library
Después de graduarse de la universidad en 1999, Vaynerchuk asumió el control diario de la tienda de su padre llamada Shopper's Discount Liquors y situada en el Municipio de Springfield situado en el condado de Union. Gary cambió el nombre de la tienda a Wine Library, lanzó ventas en Internet y, en 2006, inició Wine Library TV, un webcast diario sobre el vino.
Mediante la combinación de comercio electrónico, marketing por correo electrónico, foco en el consumidor y fijación de precios, Vaynerchuk hizo que el negocio creciera de $3 millones a $60 millones por año en 2005. En agosto de 2011, Vaynerchuk anunció que daría un paso al costado para crear VaynerMedia, la agencia digital que fundó junto con su hermano en 2009.

### VaynerMedia
En 2009, Gary, junto con su hermano AJ Vaynerchuk, fundó VaynerMedia, una agencia digital centrada en los medios sociales. La compañía brinda servicios de medios sociales y estrategia a compañías de Fortune 500 como General Electric, Anheuser-Busch, Mondelez y PepsiCo. En 2015, VaynerMedia fue nombrada una de las principales agencias de AdAge. Con 600 empleados en 2016, VaynerMedia recaudó $100 millones de ganancias. La compañía también se asoció con Vimeo para conectar marcas y productores de cine para desarrollar contenido digital.

### The Gallery
En 2017 The Wall Street Journal informó Vaynerchuk creó The Gallery, una nueva compañía que aloja a PureWow después de la adquisición de Vaynerchuk y RSE Ventures junto con otras propiedades de medios y contenido creativo. El director general Ryan Harwood de PureWow es el director general de The Gallery. Una afiliada de la agencia digital VaynerMedia, Marketing Dive, escribió sobre PureWow que “unir fuerzas con VaynerMedia permite acceder a más capacidades de video gracias a los equipos y recursos dentro de la empresa”.

## Inversiones
Vaynerchuk ha hecho varias inversiones personales como inversor ángel, incluida en la editorial de mujeres, PureWow, en 2017. También ha invertido en Uber, Facebook, Twitter, Venmo y en docenas de otras empresas nuevas.

### VaynerRSE
Después de dejar Tumblr y Buddy Media, Vaynerchuk creó VaynerRSE como un fondo de inversión de $25 millones con Matt Higgins de RSE Ventures y respaldado por el propietario de los Miami Dolphins Stephen Ross. El fondo se centra en la tecnología del consumidor y actúa como una incubadora además de la tradicional inversión ángel.

### BRaVe Ventures
En 2014, Vaynerchuk se asoció con los emprendedores de televisión social Jesse Redniss y David Beck para formar BRaVe Ventures. La firma brinda asesoramiento a redes de televisión sobre tecnología emergente, y financia e incuba empresas nuevas y tecnologías de múltiples pantallas y redes sociales. En noviembre de 2016, el Variety informó que Turner Broadcasting System adquirió la empresa asesora de BRaVe Ventures para desarrollar el negocio y la estrategia para sus marcas principales, TBS y TNT.

### VaynerSports
En 2016, Vaynerchuk invirtió en la agencia de deportes, Symmetry, para formar VaynerSports y brindar representación de servicio completo para atletas. En 2017, VaynerSports firmó con participantes del sorteo de la NFL como Jalen Reeves Maybin y Jon Toth.

## Medios

### Planet of the Apps
En febrero de 2017, Apple y Propagate anunciaron el lanzamiento de Planet of the Apps, una serie de telerrealidad con un elenco estable que incluye a Vaynerchuk, will.i.am y Gwyneth Paltrow. Descrito como una combinación de Shark Tank y American Idol, en el programa, Vaynerchuk y su equipo evalúan los argumentos de desarrolladores de aplicaciones que compiten para obtener inversiones. El elenco de la serie se unió con Product Hunt para recorrer Austin, San Francisco, Los Ángeles y Nueva York.

### DailyVee
DailyVee es una serie diaria de documentales en video en YouTube que narra la vida de Vaynerchuk como padre, empresario y director general. Iniciada en 2015, Vaynerchuk graba en vivo mientras entrevista a otros y emite reuniones de inversiones y sesiones de estrategias en VaynerMedia. En la serie, Vaynerchuk implementa estrategias de los medios sociales, especialmente a través de Snapchat, para demostrar el marketing de medios sociales.

### The #AskGaryVee Show
En 2014, Vaynerchuk lanzó The #AskGaryVee Show en YouTube, con su equipo de producción de contenido personal. En el programa, Vaynerchuk recaba preguntas de Twitter e Instagram, y responde en una manera única e improvisada. Las preguntas del programa, por lo general, sobre iniciativa empresarial, familia y temas comerciales, son seleccionadas previamente por el equipo de producción, pero Vaynerchuk no las conoce hasta la grabación de cada programa. The AskGaryVee Show inspiró el cuarto libro de Vaynerchuk, AskGaryVee: One Entrepreneur's Take on Leadership, Social Media, and Self-Awareness'” (AskGaryVee: Impresión de un emprendedor sobre liderazgo, medios sociales y conciencia propia).

### Wine Library TV
Vaynerchuk presentó un blog en video en Youtube llamado Wine Library TV (WLTV o The Thunder Show) desde 2006 hasta 2011, con críticas de vinos, degustaciones y asesoramiento sobre vinos. El programa hizo su debut en febrero de 2006 y se produjo todos los días en la tienda Wine Library en Springfield, Nueva Jersey. Vaynerchuk apareció en la portada de la edición de diciembre de 2008 de la revista Mutineer Magazine, para lanzar la serie de “Entrevistas Mutineer”. Entre los invitados famosos, se incluyen Jancis Robinson, Heidi Barrett, Kevin Rose, Timothy Ferriss, Jim Cramer de Mad Money de CNBC, Wayne Gretzky y Dick Vermeil.
Cuando llegó a los 1000 episodios en 2011, Vaynerchuk retiró el programa y lo reemplazó con un pódcast en video, The Daily Grape. En agosto de 2011, Vaynerchuk anunció en Daily Grape que se retiraba de los blogs en video sobre vino.

### Wine & Web
En 2010, Vaynerchuk lanzó Wine & Web en la radio por satélite Sirius XM. La programación del programa combinaba degustaciones de vinos nuevos en el segmento “Vino de la semana” con la cobertura de dispositivos electrónicos, tendencias y empresas nuevas en su segmento “Web de la semana”.

## Libros

### Crush It!
En marzo de 2009, Vaynerchuk firmó un acuerdo de 10 libros con HarperStudio por más de $1.000.000 y presentó el primer libro, Crush It! Why Now is the Time to Cash in on your Passion (¡Lógrelo! Por qué ahora es el momento de hacer efectivo su pasión), en octubre de 2009. En la primera semana de su presentación, Crush It! subió al primer puesto en la lista de libros más vendidos de Amazon sobre marketing en Internet. También abrió en el puesto número dos en la lista de libros de tapa dura más vendidos sobre asesoramiento de New York Times y en la lista de libros más vendidos de Wall Street Journal. Crush It! apareció en ReadWrite, CBS News y Psychology Today'. Crush It! apareció en ReadWrite, CBS News y Psychology Today'.

### La economía de la gratitud
En 2011, el segundo libro de Vaynerchuk, La economía de la gratitud, alcanzó el puesto número dos en la lista de libros de tapa dura más vendidos sobre asesoramiento de New York Times. La economía de la gratitud explora los números y factores indirectos que dirigen las relaciones exitosas entre las empresas y los consumidores.

### Jab, Jab, Jab, Right-Hook
En 2013, Vaynerchuk lanzó su tercer libro, Jab, Jab, Jab, Right Hook: How to Tell Your Story in a Noisy Social World (Nocaut: Cómo contar su historia en el disputado mundo de los medios sociales), a través de la editorial Harper Business. Resaltando las campañas y estrategias que triunfaron y fracasaron en las principales plataformas de medios sociales, el tercer libro de Vaynerchuk muestra estrategias y tácticas de marketing en medios sociales que las empresas deberían evitar o emplear. Jab, Jab, Jab, Right-Hook debutó en el primer puesto de la lista de libros comerciales de the Wall Street Journal y en el cuarto puesto de la lista de libros de tapa dura más vendidos sobre asesoramiento de New York Times.

### AskGaryVee: One Entrepreneur's Take on Leadership, Social Media, and Self-Awareness
En marzo de 2016, Vaynerchuk lanzó su cuarto libro, AskGaryVee: One Entrepreneur's Take on Leadership, Social Media, and Self-Awareness (AskGaryVee: Impresión de un emprendedor sobre liderazgo, medios sociales y conciencia propia), con la editorial Harper Business, parte de Harper Collins. Basado en la serie de Vaynerchuk en YouTube, #AskGaryVee, Vaynerchuk compiló las mejores preguntas y respuestas de su programa de YouTube en una novela basada en categorías como la conciencia propia, la crianza de los hijos y la actividad emprendedora. #AskGaryVee figura por cuarta vez dentro de los libros más vendidos de Vaynerchuk en New York Times.

## Reconocimiento

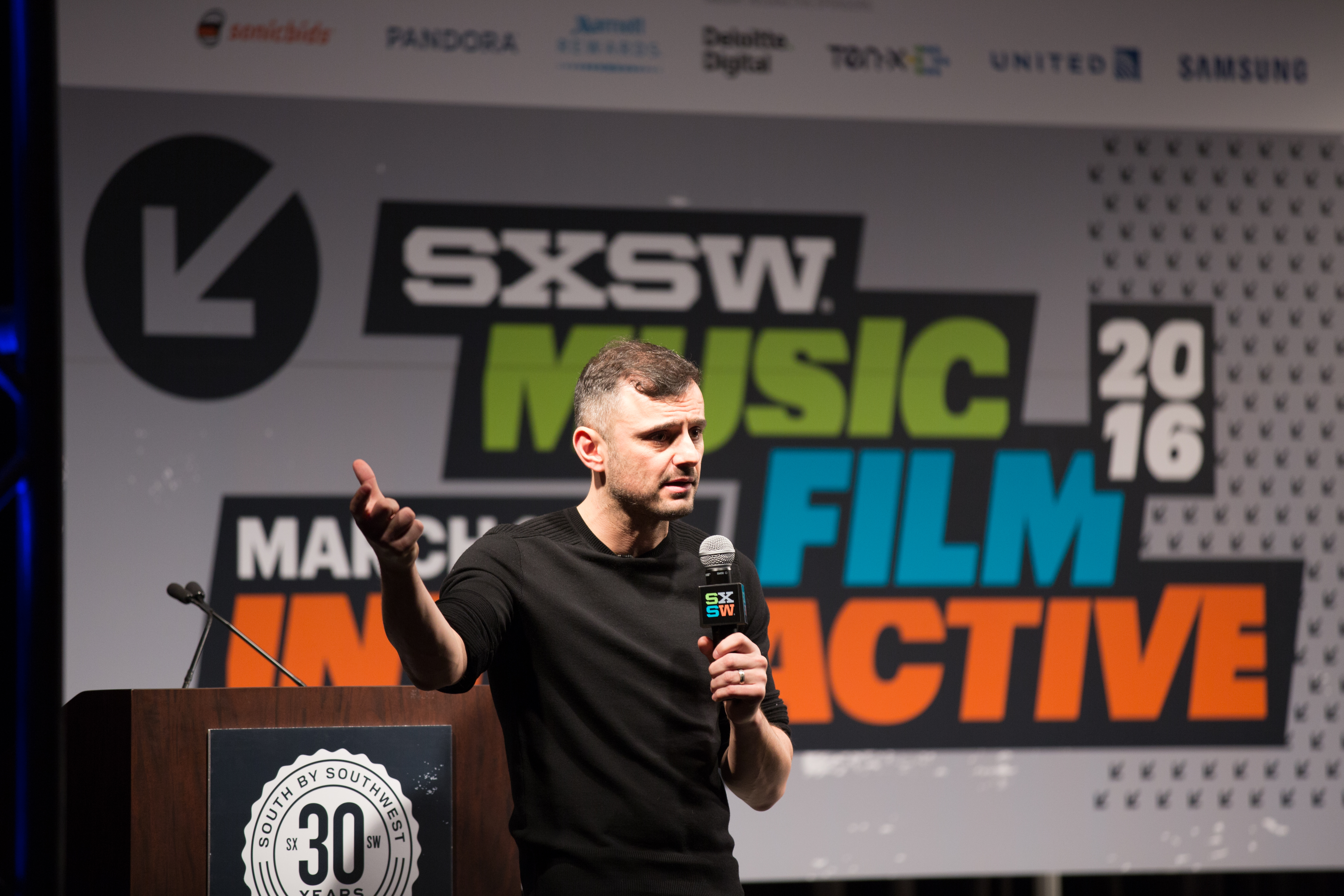
Vaynerchuk hablando en South by Southwest en 2016

Vaynerchuk ha aparecido en "The New York Times", The Wall Street Journal, GQ y Time, y se ha presentado en Late Night with Conan O'Brien y Ellen. En los años 2000, Vaynerchuk fue llamado “el primer gurú del vino en la era de YouTube”, "la nueva superestrella del mundo del vino", y, por Rob Newsom, un productor vinícola del estado de Washington, “aparte de Robert Parker, quizás el crítico de vinos más influyente de los Estados Unidos”. En 2003, Gary Vaynerchuk se convirtió en el empresario más joven en recibir el premio “Market Watch Leader” (Líder de observación del mercado) de la revista Market Watch. En julio de 2009, la revista Decanter ubicó a Vaynerchuk en el puesto 40 en “The Power List” (La lista de poder) que clasifica a las personas influyentes de la industria del vino y citó que “representa el poder de los blogs".
En 2011, The Wall Street Journal nombró a Vaynerchuk en su lista Small Business Big Shots (Pequeñas empresas, grandes logros) de Twitter, y Business Week de Bloomberg lo nombró en su lista de 20 personas que todo emprendedor debería seguir. En 2013, Vaynerchuk apareció en la tapa de la edición de noviembre de Inc. magazine en un artículo sobre “Cómo dominar a las 4 grandes plataformas de medios sociales”.
En 2014, fue nombrado en la lista 40 Under 40 de la revista Fortune y fue seleccionado como jurado en el desfile de Miss América. En 2015, apareció en la lista 40 Under 40 de Crain's New York Business y en la lista de Inc. de los “Principales 25 oradores de medios sociales que debería conocer”. En 2016, Vaynerchuk fue jurado en los Premios Genius.